# Vidua maryae
Vidua maryae là một loài chim trong họ Viduidae.